# Aviation Hall of Fame and Museum of New Jersey

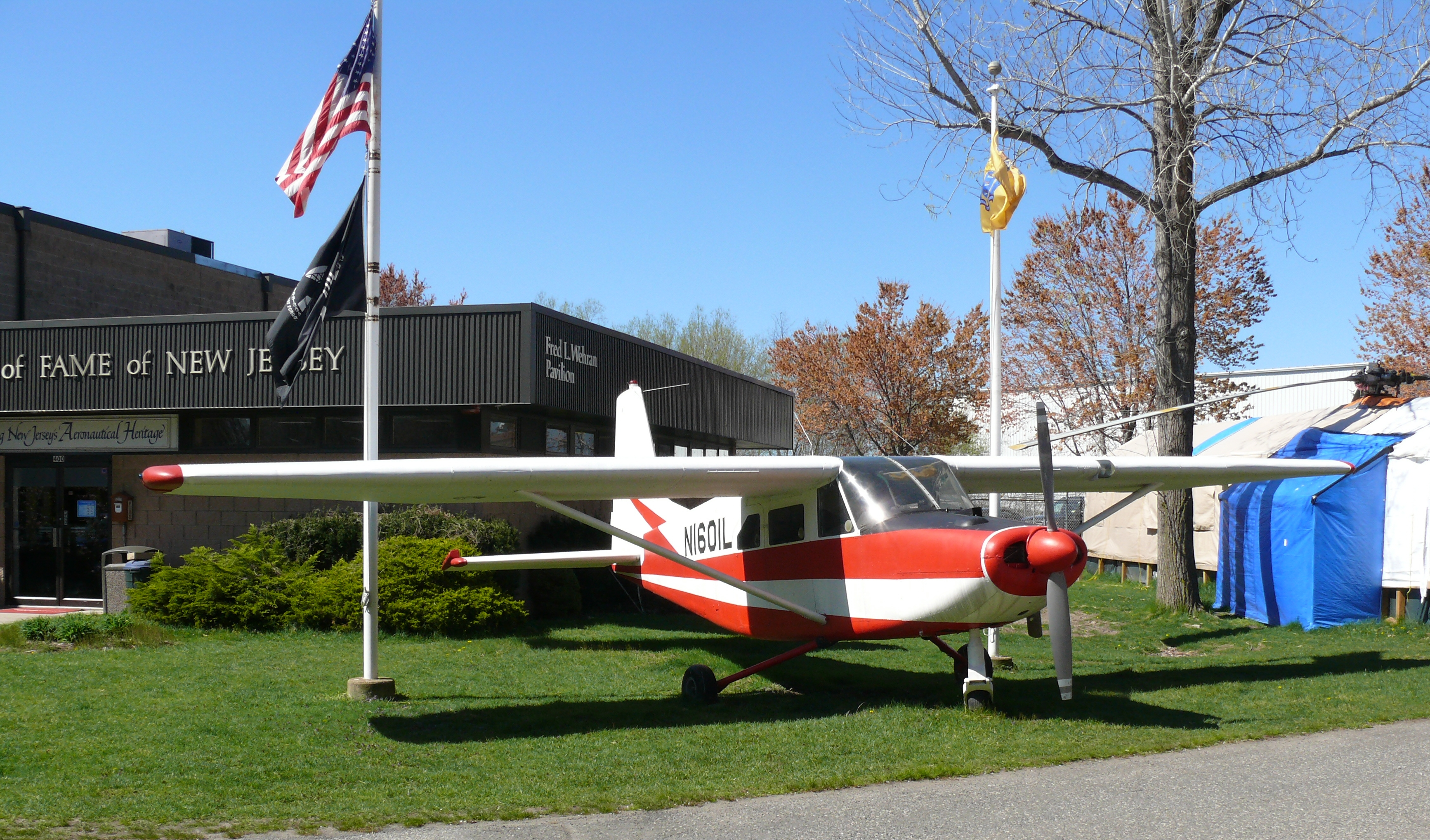
Lockheed L-402 Bushmaster exposto no museu

O Aviation Hall of Fame and Museum of New Jersey (Museu e Hall da Fama da Aviação de New Jersey) é um memorial localizado no Condado de Bergen, New Jersey, Estados Unidos, instalado em estrutura anexa ao Aeroporto de Teterboro.
Inaugurado em 1972, este foi o primeiro museu estadual sobre a aviação em todos os E.U.A.. Um dos motivos que levaram a escolha de Teterboro para sediar tal memorial está no fato de que famosos pioneiros da aviação, como Charles Lindbergh e Amelia Earhart já usaram as suas pistas para decolar e aterrissar suas aeronaves.
Sua Biblioteca tem mais de 4000 livros e dezenas de arquivos audiovisuais retratando a história da aviação. O hall da fama deste museu apresenta bustos e placas de mais de 120 pioneiros da aviação relacionados ao estado norte-americano de New Jersey.